# Maeda Kazuya
Kazuya Maeda (sinh ngày 8 tháng 1 năm 1984) là một cầu thủ bóng đá người Nhật Bản.

## Sự nghiệp câu lạc bộ
Kazuya Maeda đã từng chơi cho FC Tokyo, Sagawa Printing, Montedio Yamagata và Tochigi UVA FC.